# Style (écriture)
Cet article concerne un instrument d'écriture. Pour l'aspect de l'expression littéraire, voir Style (littérature).
Pour les articles homonymes, voir Stylet.
Parfois improprement appelé stylet, le style est un petit instrument cylindrique d’os, de fer, ou d’autre matière dure, long de 8 à 15 centimètres environ, et de quelques millimètres de diamètre, dont une extrémité est effilée et pointue, et l’autre assez forte et aplatie.

## Usage
L’extrémité pointue sert à écrire sur une tablette à écrire, soit une tablette de cire ou une tablette d'argile, ou de la cire coulée sur tout autre support. L’extrémité évasée sert à effacer par lissage ce qui est écrit, ou à étaler un produit qui révélera les marques faites sur la cire.
En Occident, son usage est très ancien. Le style est mentionné dans la Bible (Vulgate 2R 21,13) : « et delebo Jerusalem, sicut deleri solent tabulæ: et delens vertam, et ducam crebrius stylum super faciem ejus » : « J'effacerai Jérusalem comme on efface ce qui est écrit sur des tablettes. Je passerai et repasserai souvent le style par-dessus, afin qu'il n'en demeure rien. ».
Les Romains ont beaucoup utilisé le style avec des tablettes de cire, ainsi qu'en témoignent de nombreuses représentations, notamment des peintures murales trouvées à Pompéi et à Herculanum (voir l'article Codex). Le style y est désigné sous le nom latin de stilus, mais aussi sous les noms grecs de graphium ou grapheion. Il était en métal, en os ou en ivoire.

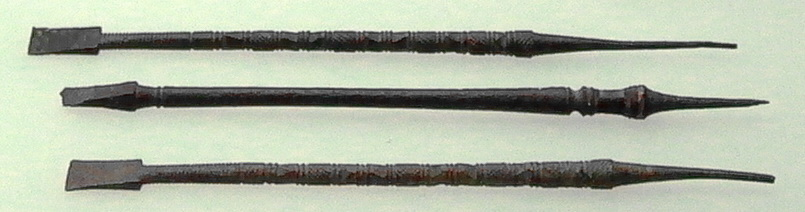
Styles romains

Les peuples slaves du nord l'ont utilisé pour écrire sur des écorces de bouleau ; il porte alors le nom de pisalo

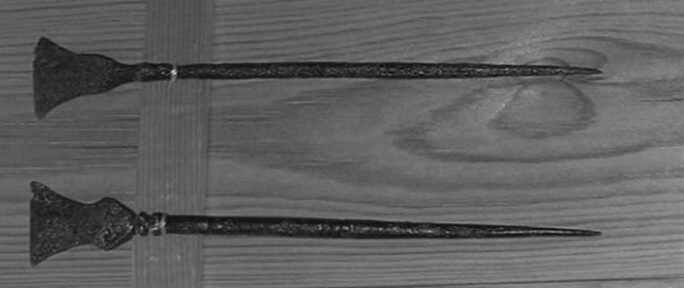
Styles russes pour écrire sur l'écorce de bouleau

En Orient, en particulier en Inde du Sud et à Ceylan, le style est utilisé pour écrire sur des bambous ou des feuilles de palmier. La partie plate (plus large que dans le style romain) sert à étaler du noir de fumée ou de la cendre sur le support, ce qui, après nettoyage, permet de faire apparaître les caractères gravés.
Son utilisation en Europe, liée à la tablette de cire ou à l'écorce de bouleau, s’est raréfiée à partir du XVe siècle quand le papier a fait lentement disparaître ce type de support d’écriture ; elle s’est toutefois poursuivie jusqu’au XIXe siècle.
Il renaît à la fin du XXe siècle, sous le nom de stylet, pour écrire sur l’écran des assistants personnels.

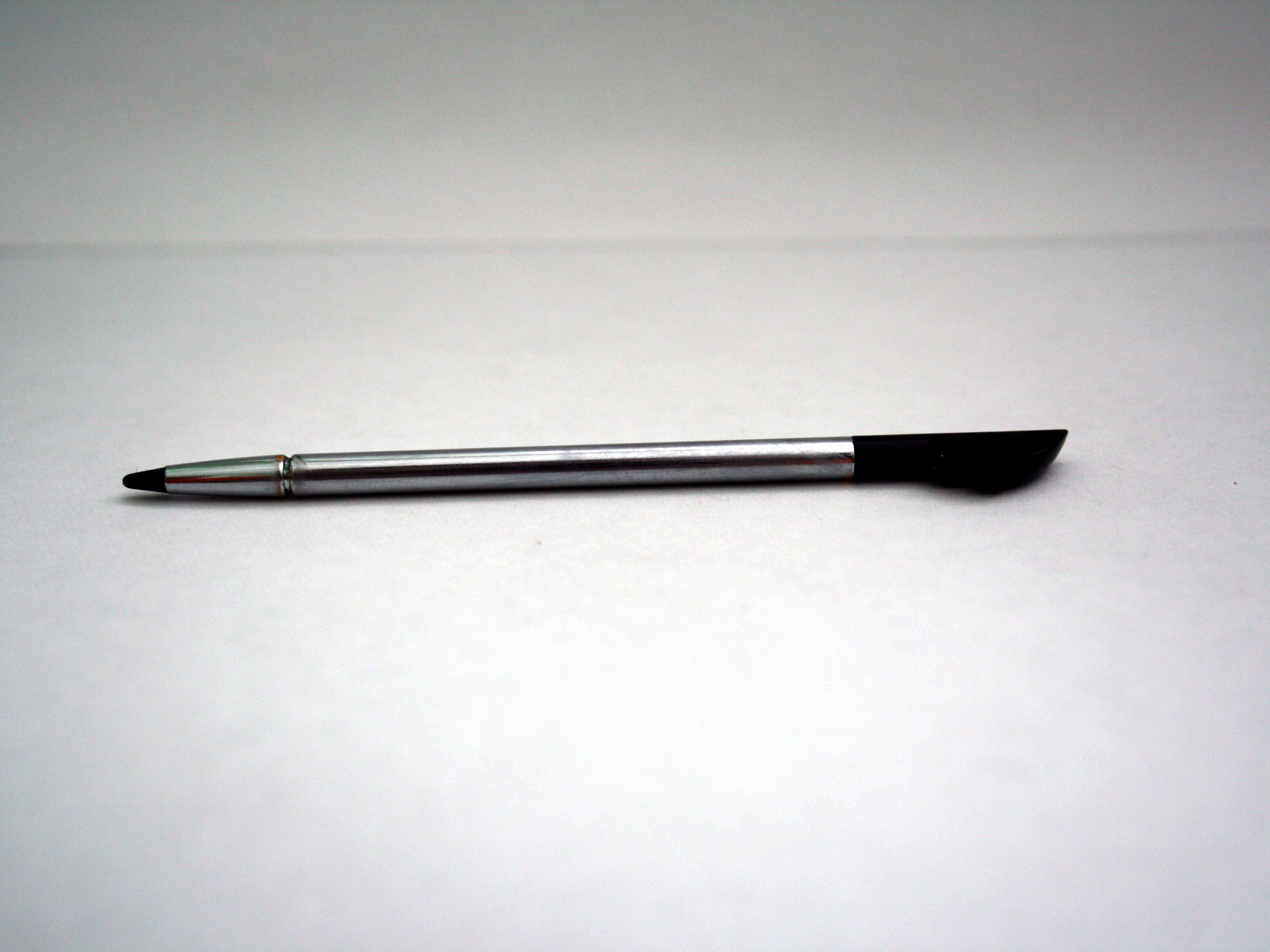
Stylet pour notepad

## Sens dérivé
Par extension, le style en est venu à désigner l'ensemble des procédés d'expression et figures de rhétorique employés dans le discours ; il est l'objet d'étude de la stylistique : « Dans l'Antiquité, le style désignait ce poinçon de fer ou d'os qui servait à écrire sur de la cire, et dont l'autre extrémité, aplatie, permettait d'effacer ce qu'on avait écrit. Il y a quelque chose d'émouvant, des siècles après, à reconnaître dans cet objet l'ancêtre du stylo. Mais à l'époque déjà, par glissement métonymique de l'instrument à son résultat, le style est aussi la manière d'écrire, la tournure de l'expression. Cicéron l'emploie dans ce sens figuré dès le premier siècle avant notre ère ».